# Фрегати типу «Юпітер»
«Юпітер» (ісп. Clase Júpiter) - мінні загороджувачі, пізніше фрегати ВМС Іспанії середини XX століття

## Представники
| Назва                      | Закладений            | Спущений             | У строю                | Доля                                  |
| -------------------------- | --------------------- | -------------------- | ---------------------- | ------------------------------------- |
| «Марте» «Marte (F-01)»     | 6 листопада 1935 року | 19 червня 1936 року  | 11 листопада 1938 року | Зданий на злам 2 грудня 1971 року     |
| «Нептуно» «Neptuno (F-02)» | 6 листопада 1935 року | 19 грудня 1937 року  | 18 листопада 1939 року | Зданий на злам 2 лютого 1972 року     |
| «Юпітер» «Júpiter (F-11)»  | 11 лютого 1935 року   | 14 вересня 1935 року | 31 березня 1937 року   | Зданий на злам 23 листопада 1974 року |
| «Вулкано» «Vulcano (F-12)» | 11 лютого 1935 року   | 12 жовтня 1935 року  | 20 серпня 1937 року    | Зданий на злам 12 березня 1977 року   |

## Конструкція
Мінні загороджувачі типу «Юпітер» будувались за замовленням від 27 березня 1934 року. Це були перші іспанські кораблі, при будівництві яких використовувалось зварювання. 
Силова установка складалась з 2 котлів і 2 парових турбін Парсонса з підвищеною температурою та тиском потужністю 5 000 к.с.
Озброєння складалось з чотирьох 120-мм гармат, двох 76-мм і трьох 20-мм зенітних гармат.
Кораблі могли нести 264 міни або глибинні бомби. Міни розміщувались на закритій мінній палубі і ставились з 4 кормових портів.
Через фінансові проблеми будівництво кораблів затягнулось, і у 1936 році, коли почалась громадянська війна в Іспанії, вони перебували на верфі Ферроля, де були захоплені франкістами.
«Юпітер» і «Вулкано» були введені у стрій лише у 1937 році, «Марте» у 1938 році, «Нептуно» у 1939 році. 
На «Юпітері» початково були встановлені лише дві 105-мм, дві 76-мм і дві 40-мм гармати. Корабель отримав штатне озброєння лише у 1938 році.
Пізніше два з чотирьох кормових портів для постановки мін були ліквідовані. Решта кораблів вводились у стрій вже з двома портами.
У 1958-1961 роках «Юпітер» і «Вулкано» були переобладнані в протичовнові фрегати, оснащені сучасним американським озброєнням і радіоелектронним обладнанням.